# Europawahl in Slowenien 2009
Die Europawahl in Slowenien 2009 fand am 7. Juni 2009 als Teil der Europawahl 2009 statt. Auf Slowenien entfielen sieben Sitze.

## Ergebnis
| Listen                                                      | Listen                                      | Stimmen   | %    | Mandate | +/- |
| ----------------------------------------------------------- | ------------------------------------------- | --------- | ---- | ------- | --- |
|                                                             | Slowenische Demokratische Partei            | 123.563   | 26,7 | 2       | –   |
|                                                             | Socialni demokrati                          | 85.407    | 18,4 | 2       | +1  |
|                                                             | Neues Slowenien                             | 76.866    | 16,6 | 1       | –1  |
|                                                             | Liberaldemokratie Sloweniens                | 53.212    | 11,5 | 1       | –1  |
|                                                             | Zares                                       | 45.238    | 9,8  | 1       | Neu |
|                                                             | Demokratische Pensionistenpartei Sloweniens | 33.292    | 7,2  | –       | ±0  |
|                                                             | Slowenische Volkspartei                     | 16.601    | 3,6  | –       | ±0  |
|                                                             | Slowenische Nationale Partei                | 13.227    | 2,9  | –       | ±0  |
|                                                             | Stranka mladih – Zeleni Evrope              | 9.093     | 2,0  | –       | ±0  |
|                                                             | Združeni zeleni                             | 3.382     | 0,7  | –       | ±0  |
|                                                             | Neodvisna Lista za Pravice Bolnikov         | 2.064     | 0,4  | –       | Neu |
|                                                             | Krščanski socialisti Slovenije              | 1.527     | 0,3  | –       | Neu |
| Gesamt                                                      | Gesamt                                      | 463.472   | 100  | 7       | –   |
|                                                             |                                             |           |      |         |     |
| Ungültige Stimmen                                           | Ungültige Stimmen                           | 18.586    | 3,9  |         |     |
| Wähler                                                      | Wähler                                      | 482.058   | 28,4 |         |     |
| Wahlberechtigte                                             | Wahlberechtigte                             | 1.699.755 |      |         |     |
|                                                             |                                             |           |      |         |     |
| Quellen: Državna volilna komisija: Stimmen, Wahlberechtigte |                                             |           |      |         |     |

## Fraktionen im Europäischen Parlament
| Partei                         | Partei                           | Mandate | Fraktion |
| ------------------------------ | -------------------------------- | ------- | -------- |
|                                | Slowenische Demokratische Partei | 2 / 7   | EVP      |
|                                | Socialni demokrati               | 2 / 7   | S&D      |
|                                | Neues Slowenien                  | 1 / 7   | EVP      |
|                                | Liberaldemokratie Sloweniens     | 1 / 7   | ALDE     |
|                                | Zares                            | 1 / 7   | ALDE     |
|                                |                                  |         |          |
| Quelle: Europäisches Parlament |                                  |         |          |

Nach dem Vertrag von Lissabon wurde das Europaparlament erweitert. Einer der zusätzlichen Sitze entfiel auf Slowenien und hier auf die SDS.

## Abgeordnete
Die 7 Abgeordneten sind:
In der Fraktion der Europäischen Volkspartei (EVP):
- Romana Jordan Cizelj (Slowenische Demokratische Partei)
- Milan Zver (Slowenische Demokratische Partei)
- Lojze Peterle (Neues Slowenien)
- Zofija Mazej Kukovič (Slowenische Demokratische Partei) -- nachgerückt am 8. Dezember 2011 bei der Erweiterung des Parlaments

In der Fraktion Progressive Allianz der Sozialisten und Demokraten (S&D):
- Tanja Fajon (Socialni demokrati)
- Zoran Thaler (Socialni demokrati) -- ausgeschieden am 21. März 2011; Nachrückerin: Mojca Kleva

In der Fraktion Allianz der Liberalen und Demokraten für Europa (ALDE):
- Jelko Kacin (Liberaldemokratie Sloweniens)
- Ivo Vajgl (Zares)